# Байн-Цаган
Байн-Цаган — село в Ононском районе Забайкальского края. Входит в состав Буйлэсанского сельского поселения.

## География
Село находится в южной части Забайкальского края, на расстоянии примерно 21 км (по прямой) к югу от села Нижний Цасучей, административного центра района.

### Климат
Климат резко континентальный с длительной (чуть меньше 180 дней) холодной зимой, заметно меньшим по продолжительности (в среднем 110—112 дней) и сравнительно теплым летом, короткими (до 35—40 дней) переходными сезонами года, не достаточным количеством осадков, особенно в зимнее, весеннее и раннелетнее время. Средняя температура воздуха по району составляет — 1,8 °С, −1,4 °С. Средняя январская температура воздуха составляет −24 °С, −26 °С при абсолютном минимуме — 52 °С. Средняя июльская температура воздуха варьирует от +18 °С до +20 °С при абсолютном максимуме +40 °С.

## Население
| 2010 | 2021 |
| ---- | ---- |
| 53   | ↘51  |

### Национальный состав
Согласно результатам переписи 2002 года, в национальной структуре населения русские составляли 90 % из 101 чел.